# Northeast Perkins (Dakota del Sur)
Northeast Perkins es un territorio no organizado ubicado en el condado de Perkins en el estado estadounidense de Dakota del Sur. En el Censo de 2010 tenía una población de 101 habitantes y una densidad poblacional de 0,14 personas por km².

## Geografía
Northeast Perkins se encuentra ubicado en las coordenadas 45°29′25″N 102°3′17″O / 45.49028, -102.05472. Según la Oficina del Censo de los Estados Unidos, Northeast Perkins tiene una superficie total de 724.52 km², de la cual 707.17 km² corresponden a tierra firme y (2.39%) 17.34 km² es agua.

## Demografía
Según el censo de 2010, había 101 personas residiendo en Northeast Perkins. La densidad de población era de 0,14 hab./km². De los 101 habitantes, Northeast Perkins estaba compuesto por el 100% blancos, el 0% eran afroamericanos, el 0% eran amerindios, el 0% eran asiáticos, el 0% eran isleños del Pacífico, el 0% eran de otras razas y el 0% pertenecían a dos o más razas. Del total de la población el 0% eran hispanos o latinos de cualquier raza.